# Szüzet szüntess
A Szüzet szüntess (eredeti cím: The Girl Next Door) 2004-ben bemutatott amerikai romantikus filmvígjáték.
David Wagner, Brent Goldberg és Stuart Blumberg forgatókönyve alapján Luke Greenfield rendezte a filmet, zenéjét Paul Haslinger szerezte. A főbb szerepekben Emile Hirsch, Elisha Cuthbert, Timothy Olyphant és James Remar látható.
Az Amerikai Egyesült Államokban 2004. július 20-án mutatta be a 20th Century Fox, Magyarországon az InterCom Zrt. forgalmazásában szeptember 16-án került a mozikba.

## Cselekmény
Matthew Kidman kiváló tanuló, de a lányokkal kevés szerencséje van. A szomszédba költöző, gyönyörű Danielle felkelti a fiú érdeklődését, ám a lányról hamarosan kiderül: korábban pornószínésznőként dolgozott. A helyzetet súlyosbítja, hogy nemsokára több kétes alak is felbukkan Danielle múltjából.	

## Szereplők
| Szereplő         | Színész           | Magyar hang     |
| ---------------- | ----------------- | --------------- |
| Emile Hirsch     | Matthew Kidman    | Simonyi Balázs  |
| Elisha Cuthbert  | Danielle / Athena | Zsigmond Tamara |
| Timothy Olyphant | Kelly             | Galambos Péter  |
| James Remar      | Hugo Posh         | Jakab Csaba     |
| Chris Marquette  | Eli               | Bódy Gergely    |
| Paul Dano        | Klitz             | Szvetlov Balázs |
| Ulysses Lee      | Samnang           | Molnár Levente  |
| Harris Laskawy   | Salinger igazgató | Tolnai Miklós   |
| Autumn Reeser    | Jane              |                 |
| Olivia Wilde     | Kellie            |                 |
| Sunny Leone      | cameoszerep       |                 |
| Amanda Swisten   | April             | Kéri Kitty      |
| Sung Hi Lee      | Ferrari           | Szénási Kata    |
| Timothy Bottoms  | Mr. Kidman        | Rosta Sándor    |
| Donna Bullock    | Mrs. Kidman       | Szórádi Erika   |
| Jacob Young      | Hunter            | Zámbori Soma    |
| Luther Reigns    | Mule              |                 |